# あさ開
株式会社あさ開（あさびらき）は、岩手県盛岡市にて清酒製造業を行う酒蔵である。
東日本大震災による花見自粛ムードがある中、東北地方のいくつかの蔵元と「ハナサケ！ニッポン！」の共同サイトを立ち上げた。そしてYouTubeに東北地方の経済的二次被害の惨状を訴える動画を投稿した。
杜氏は藤尾正彦など（2014年）。

## 代表銘柄
- あさ開
- 岩手鶴　-　販路限定銘柄

## 略歴
- 1871年 - 旧盛岡藩士、村井家七代目・村井源三が「村井本家 あさ開」創業。
- 1988年 - 昭和旭蔵完成。
- 2012年 - 5月：代表取締役社長　村井良隆　辞任、6月：代表取締役社長に村井宏次就任。
- 2016年 - 資本金1億円に減資。
- 2017年 - 岩手県酒造組合を脱退。[1]

## 受賞歴
全国新酒鑑評会
平成14酒造年 - 29酒造年
- 「あさ開」金賞受賞 - 平成29年受賞